# Municipio de Baker (condado de Osceola)
El municipio de Baker (en inglés: Baker Township) es un municipio ubicado en el condado de Osceola en el estado estadounidense de Iowa. En el año 2010 tenía una población de 370 habitantes y una densidad poblacional de 3,99 personas por km².

## Geografía
El municipio de Baker se encuentra ubicado en las coordenadas 43°18′2″N 95°33′53″O / 43.30056, -95.56472. Según la Oficina del Censo de los Estados Unidos, el municipio tiene una superficie total de 92.84 km², de la cual 92,84 km² corresponden a tierra firme y (0 %) 0 km² es agua.

## Demografía
Según el censo de 2010, había 370 personas residiendo en el municipio de Baker. La densidad de población era de 3,99 hab./km². De los 370 habitantes, el municipio de Baker estaba compuesto por el 95,41 % blancos, el 0,27 % eran asiáticos, el 3,78 % eran de otras razas y el 0,54 % eran de una mezcla de razas. Del total de la población el 3,78 % eran hispanos o latinos de cualquier raza.